# 侯赛因·厄兹坎
侯赛因·厄兹坎（土耳其語：Hüseyin Özkan，1972年1月20日—），土耳其男子柔道运动员。他曾代表土耳其参加2000年夏季奥林匹克运动会柔道比赛，获得男子66公斤级金牌。